# Ariane Raspe
Ariane Raspe (* 1981 in Brilon) ist eine deutsche TV- und Theater-Schauspielerin sowie Hörbuchsprecherin. 

## Leben und Wirken
Bekannt wurde Ariane Raspe durch ihre Darstellung der Mitarbeiterin Schneider in der Fernsehserie Stromberg. Ausgebildet wurde sie von 2000 bis 2003 am Deutschen Zentrum für Schauspiel und Film. Seit 2004 spielt sie auf verschiedenen Bühnen, meist deutschlandweit, am Theater Courage in Essen sowie in Hagen. Weitere Fernsehauftritte hatte Ariane Raspe in Serien wie Stolberg und Pastewka.

## Filmografie (Auswahl)
- 2007: Stolberg – Die letzte Vorstellung (Fernsehserie)
- 2008: 4 Singles (Fernsehserie)
- 2010: Fortbildung Elf
- 2012: Stromberg (Fernsehserie, zwei Folgen)
- 2014: Pastewka (Fernsehserie, eine Folge)
- 2014: Stromberg – Der Film
- 2017: Ostfriesenkiller (Fernsehfilm)

## Auszeichnungen und Nominierungen
- 2009: Doppel-Platin von Sony Music für die DVD-Ausgabe der dritten Stromberg-Staffel, die Frank Montenbruck stellvertretend für alle Capitol-Mitarbeiter-Darsteller in Empfang nahm.